# Kosmisk stråling
Kosmiske stråler er subatomare partikler eller atomer med oprindelse udenfor Jordens atmosfære, som har en kinetisk energi på mere end nogle få milliarder eV. En lille del af den kosmiske stråling består af fotoner i form af gammastråler.
De subatomare partikler i den kosmiske stråling består overvejende af protoner, som udgør hele 89% af al kosmisk stråling, men også neutroner og elektroner er til stede, samt positroner, der er en antistof partikel. Atomerne i den kosmiske stråling er ioniserede atomer fra en stor del af det periodiske system – helt op til uran - men langt de fleste er helium-kerner.
 Når de kosmiske stråler rammer atomerne i jordens atmosfære, dannes hurtigt kaskader af andre partikler og det er som regel disse sekundære partikler som detekteres når man observerer den kosmiske stråling. Kaskaderne består af et utal af mere eksotiske partikler, men pioner og myoner udgør det meste.

## Observationer
Man har kendt til effekterne af den kosmiske stråling siden 1800-tallet, men det var først i 1928, at fysikeren Robert Millikan satte navn på fænomenet efter nogle ballon-eksperimenter i Texas.
Kosmisk stråling studeres i dag videnskabeligt fra rummet (bl.a. fra Den Internationale Rumstation), med højtsvævende balloner og fra jordoverfladen. De jordbaserede observatorier, omfatter bl.a. Cherenkov teleskoper som opfanger den gammastråling der udsendes når kosmiske stråler rammer jordens atmosfære. 

### Kategorisering
Man kategoriserer den kosmiske stråling i energiintervaller, idet den enkelte kosmiske partikels kinetiske energi til en vis grad kan afgøre hvor den stammer fra (se figur):
- ca. 109 til 1010 eV: solar kosmisk stråling fra Solen.
- 1010 til 1015 eV: galaktisk kosmisk stråling, GCR fra vores egen galakse mælkevejen.
- Mere end 1015 eV: intergalaktisk kosmisk stråling, ECR (inkl. UHECR og EECR) fra andre galakser.

Den største kinetiske energi man kender fra kosmisk stråling er på mere end 1020 eV. I 1991 observerede man i Great Salt Lake Desert i Utah kosmiske stråler med en energi på 3,2*1020 eV. Det svarer til lidt mere end 48 Joule, omkring samme kinetiske energi som en bowling kugle der droppes fra en udstrakt arm. Det er millioner af gange mere end den kinetiske energi partiklerne i partikelacceleratorer kan opnå. Partikler af denne type er siden blevet betegnet som "oh-my-god" partikler.
Det formodes at hovedkilden til UHECR-kosmiske stråler er supernovaeksplosioner.

## Betydning
Solens magnetfelt afbøjer de elektrisk ladede partikler fra den kosmiske stråling. Jordens magnetfelt og jordens atmosfære bremser og omdanner kosmiske stråler, så de når ikke frem til jordens overflade. De myoner som dannes når den kosmiske stråling rammer jordens atmosfære, fortsætter dog næsten uhindret til overfladen og et areal svarende til et menneskes hoved modtager således i gennemsnit én myon hvert sekund.
Nogle forskere mener at kosmisk stråling har direkte indvirkning på den globale opvarmning, i og med at ændringer i klodens temperatur følger ændringer i den kosmiske stråling over de sidste mange år.